# Bertrand de Gorostarzu
 (octobre 2010).
Si vous disposez d'ouvrages ou d'articles de référence ou si vous connaissez des sites web de qualité traitant du thème abordé ici, merci de compléter l'article en donnant les références utiles à sa vérifiabilité et en les liant à la section « Notes et références ».
Bertrand de Gorostarzu, né le 12 mai 1927 à Gradignan en Gironde et mort le 1er janvier 1982 à Saint-Vincent-de-Tyrosse dans les Landes, est un capitaine d'infanterie.

## Biographie
Issu d'une famille catholique du Sud-Ouest, il participe à la Guerre d'Indochine, obtient le grade de Lieutenant, part pour la Légion Étrangère et se fait blesser avant d'être prisonnier à Dien-Bien-Phu. 
Il est capitaine d'infanterie, en mars 1959, Saint-Cyrien (134e Promotion de Saint-Cyr, 1947-1949, - Promotion "Rhin et Danube". 
Membre fondateur de la Lettre Armée- Nation, il entre au cabinet du général Levet qui dirige le personnel militaire. 
Proche du général Zeller, il participera au putsch d'avril 1961 comme son cousin Hélie Denoix de Saint-Marc. Il devient chef d'état-major de l'OAS Sud-Ouest avant de s'exiler en Argentine en 1963. Puis il rentre en France et se marie avec Françoise de Maupeou d'Ableiges.

## Vie personnelle
Son frère, Arnaud, fréquente les mouvements poujadistes du Sud-Ouest de la France. Son cousin, Robert Lalfert, a été l'un des pivots du grand O; il est l'ami personnel du capitaine Pierre Sergent et entretient de très bonnes relations avec Nicolas Kayanakis.